# 生活の知恵
生活の知恵（せいかつのちえ）は、1957年4月18日から1971年3月24日までNHKテレビ→NHK総合テレビで放送された全624回のテレビ番組である。当初はモノクロ放送だったが、1967年4月5日放送分よりカラー化された。

## 概要
日常生活の常識から何かをプラスする「生活の知恵」を伝授する教養番組であった。

## 放送時間
- 1957年度：木曜 21:30 - 22:00
- 1958年度：火曜 21:30 - 22:00
- 1959年度：月曜 21:30 - 22:00
- 1960年度：火曜 10:35 - 11:05
- 1961年度：火曜 22:00 - 22:30
- 1962年度：火曜 22:15 - 22:45
- 1963年度：金曜 21:00 - 21:30
- 1964年度：水曜 19:30 - 20:00／土曜 11:00 - 11:30
- 1965年度：水曜 19:30 - 20:00／金曜 11:00 - 11:30
- 1966年度：水曜 19:30 - 20:00／金曜 23:10 - 23:40
- 1967年度：水曜 19:30 - 20:00／木曜 23:10 - 23:40
- 1968年度：水曜 19:30 - 20:00／木曜 23:10 - 23:40
- 1969年度：水曜 19:30 - 20:00／木曜 23:20 - 23:50
- 1970年度：水曜 19:30 - 20:00／土曜 23:20 - 23:50

## 司会
- 木島則夫（初代）
- 酒井広
- 下重暁子
- 松村満美子
- 河村陽子

## テーマ
週刊誌、左の右、バランス、前衛芸術、錯覚、占い、交通事故、番地物語、型の社会学、姓名、模倣、結、第一印象、面接試験、三つ子の魂、ラッシュアワー、非常口、音痴、僕は一年生、一泊二食、泳ぐ、歩く、時は金なり、四十の手習い、腕白のすすめ、漢方、歳末防犯術、横断歩道、非常持ち出し、朝食拝見、医者患者、ガン・ノイローゼ、ランドセル診断、好きな先生良い先生、口べた、ファン心理、現代喫煙法、健康テスト、三日坊主、おまわりさん、行動半径、約束、順不同、みそ汁、くらしの中の100年シリーズ、2日酔い、ボート、台所、100円札、3等車、特上並、脚線美、季節感、不快指数、風速、通勤時間、働きざかり、私用公用、無関心、煙おそるべし、メモ活用法、腰をきたえる